# Namco × Capcom
Namco × Capcom (ナムコ クロス カプコン, Namuko Kurosu Kapukon) é um jogo eletrônico de RPG de estratégia e ação desenvolvido pela Monolith Soft e publicado pela Namco. Foi lançando exclusivamente para PlayStation 2 em maio de 2005. A jogabilidade combina elementos de RPG com sequências de ação durante batalhas, possuindo diversos personagens vindos de franquias da Namco e da Capcom. A história segue Reiji Arisu e Xiaomu, agentes de um grupo de investigação paranormal, que confrontam distorções que estão trazendo personagens de outras realidades para a sua.
O projeto foi proposto a Namco por sua subsidiária Monolith Soft, com a Capcom sendo chamada como parceira por ser dona de um grande número de personagens. O desenvolvimento começou em 2003 e foi escrito e dirigido por Soichiro Morizumi. A arte foi feita em conjunto por Takuji Kawano de Soulcalibur, Kazue Saito de Super Robot Wars e Kazunori Haruyama. A trilha sonora é formada principalmente por arranjos de temas de diversas franquias, com temas originais compostos por Yuzo Koshiro.
Namco × Capcom foi anunciado em fevereiro de 2005 e nunca foi lançado fora do Japão, fato atribuído por jornalistas a obscuridade de alguns de seus personagens no ocidente e grande tamanho do roteiro. O jogo teve bons números de vendas ao estrear, porém teve uma recepção mista por parte de jornalistas japoneses e ocidentais. A Monolith Soft depois iria trabalhar em vários títulos semelhantes, incluindo o sucessor espiritual Project X Zone em 2012 para Nintendo 3DS.

## Jogabilidade
O jogo é um híbrido de RPG de ação e RPG de estratégia. O movimento é feito em uma grade quadrada com rodadas que são determinadas compreendendo que personagem tem o AP mais alto (este sistema AP é comparável com o sistema CT usado em Final Fantasy Tactics). Na vez do jogador, ele ou ela podem mover o seu personagem na posição e escolher atacar um inimigo.
Neste ponto o jogo foca na posição de RPG de ação. O seu personagem tem um número de branches que ele pode usar. Cada direção no pad direcional combinada com o botão círculo executará um ataque. Cada ataque esgota 1 branch. Se você executar certo número de aerial chains (batendo no inimigo no ar), você ganhará bônus, como itens, barra super, extra dano, mais branches para usar nessa rodada. Os bônus outros que itens são convertidos em Pontos de Experiência extra no fim de uma seqüência de ataque. Depois de encher a Special Gauge (Barra de Especial) do personagem eles podem usar o botão de Triângulo para executar um ataque especial. Eles também serão capazes de selecionar Multiple Assault attack (Múltiplo Ataque de Assalto) se as suas unidades que estão perto do jogador tiverem as condições necessárias. A defesa também põe o jogador no modo de RPG de ação, esta vez bloqueando para reduzir o dano do inimigo. Os ataques bloqueados com sucesso também aumentarão o montante de AP que a unidade do jogador tem.

## Sinopse

### Personagens
| Personagens jogáveis             | Personagens jogáveis | Personagens jogáveis |
| -------------------------------- | --- | --- |
| Originais - Reiji Arisu - Xiaomu | Namco - Baraduke - Toby Masuyo - Bravoman - Bravoman - Waya-Hime - Burning Force - Hiromi Tengenji - Dig Dug - Taizo Hori - Genpei Tōma Den - Taira no Kagekiyo - Klonoa - Klonoa - Guntz - Valkyrie - Valkyrie - Krino Sandra (Whirlo) - Sabine - Soulcalibur - Heishirō Mitsurugi - Taki - Tales of Destiny - Stahn Aileron - Rutee Kartret - Tales of Destiny 2 - Judas (Leon Magnus) - Tekken - Heihachi Mishima - Jin Kazama - King - Armor King - The Tower of Druaga - Gilgamesh - Ki - Wonder Momo - Wonder Momo - Xenosaga - KOS-MOS - Shion Uzuki - M.O.M.O. - Yokai Dochuki - Tarosuke | Capcom - Captain Commando - Captain Commando - Hoover (Baby Head) - Jennety (Mack the Knife) - Sho (Ginzu the Ninja) - Darkstalkers - Demitri Maximoff - Morrigan Aensland - Felicia - Hsien-Ko - Lilith - Dino Crisis - Regina - Final Fight - Guy - Mike Haggar - Forgotten Worlds - Soldado Desconhecido 1P - Soldado Desconhecido 2P - Sylphie - Ghosts 'n Goblins - Arthur - Mega Man Legends - Rock Volnutt - Roll Caskett - Tron Bonne - Kobun (Servbot) - Resident Evil: Dead Aim - Bruce McGivern - Fong Ling - Rival Schools: United By Fate - Hideo Shimazu - Kyoko Minazuki - Street Fighter - Ryu - Ken Masters - Chun-Li - Cammy - Rose - Sakura Kasugano - Karin Kanzuki - Strider - Strider Hiryu |

### Enredo
O ano é 20XX (algum dia durante o século vinte e um), e o jogo é protagonizado pelos personagens Reiji Arisu e Xiaomu (personagens originais criados especificamente para este jogo). Ambos trabalham para uma unidade especial chamada Shinra e são mandados à investigações de espíritos e perturbações do outro mundo. Eles estão investigando inicialmente uma estranha sleeping sickness (doença do sono) na área Shibuya no Japão, quando fica evidente que algo muito maior está em jogo. Os personagens, tanto bons como maus, de outros tempos e outros mundos começam a aparecer no Japão no ano 20XX.

## Mangá
Há um mangá antológico publicado para o jogo.